# Lenguas zapotecas
El zapoteco (autoglotónimo: diidxazá) es una macrolengua integrada por diferentes lenguas zapotecas (62 variantes lingüísticas) habladas por medio millón de personas en Oaxaca, Puebla, Veracruz y otros estados de México. Forma parte del patrimonio cultural inmaterial del país al ser un elemento del inventario de las tradiciones y expresiones orales como vehículo del patrimonio del pueblo zapoteco.
Integra también, con el idioma chatino, un grupo lingüístico que pertenece al tronco otomangue de lenguas mesoamericanas, junto con la lengua mixteca, mazateca y popoloca, entre otras. Las lenguas zapotecas se hablan principalmente en los estados de Oaxaca y en la región sureste de Veracruz, al sur de México. Es una lengua tonal. El orden de la frase más frecuente es verbo sujeto objeto (VSO).

## Variantes
Bajo el término "zapoteco" se incluyen un gran número de variantes lingüísticas no siempre mutuamente inteligibles, lo cual significa que dichas variantes empezaron a divergir del proto-zapoteco hace muchos siglos. Morris Swadesh estimó mediante análisis estadísticos del léxico y glotocronología que el tiempo de diversificación del zapoteco, propiamente dicho, era de 14 siglos (comparable por ejemplo al tiempo de diversificación del latín hasta dar las lenguas románicas actuales).
Según los muestreos de inteligiblidad, publicados por el SIL, el zapoteco estaría compuesto por 38 variantes o lenguas ininteligibles entre sí. Sin embargo, la mayoría de clasificaciones dejan a un lado los criterios de inteligibilidad y consideran las características compartidas por las diversas variantes, el inventario se reduce a siete u ocho lenguas. Belmar fue el primero en proponer agrupar las variantes en tres grandes grupos: zapoteco septentrional, zapoteco central y zapoteco meridional bajo criterios en parte lingüísticos y en parte geográficos e históricos. 
El grupo norte incluiría las variedades habladas en la zona montañosa al norte de la ciudad de Oaxaca de Juárez, el grupo centro incluiría las variedades de los valles centrales y la región sur del istmo de Tehuantepec y el grupo meridional las variedades habladas en la zona montañosa al sur del estado de Oaxaca. El Instituto Nacional de Lenguas Indígenas de México, por su parte, menciona que el zapoteco está formado por 62 variantes lingüísticas.
Las primeras clasificaciones internas basadas en el método comparativo empezaron en los años 1920 con los trabajos de Jaime Angulo (1925), Paul Radin (1925), Angulo y Freeland (1933) y Swadesh (1949). Estas agrupaciones subdividen los grupos de Belmar, asignado alguna variedad local al grupo adyacente. El último intento de clasificación interna y el más aceptado se debe al lingüista mexicano Jorge Suárez (1977) y publicado por el INAH en 1990. Ese estudio sobre la base estricta de rasgos fonológicos y léxicos compartidos rechaza la agrupación tripartita y propone seis agrupamientos estrechamente emparentados. El siguiente cuadro muestra las evolución de las diferentes variantes de zapoteco:
| Radin (1925)                                                                                              | Angulo & Freeland (1933)                                                                                                   | Swadesh (1949)                                                               | J. Suárez (1990)                                                             |
| --- | --- | ---------------------------------------------------------------------------- | ---------------------------------------------------------------------------- |
| Grupo A 1. Valle - 2. Tehuano - 3. Miahuatlán Grupo B 4. Serrano 5. Vijana (Villalta) 6. Nexitzo (Rincón) | Valles 1.ª Mitla 1b.Zaachila 2. Tehuano Meridional 3. Miahuatlán Septentrional 4. Ixtlán (serrano) 5. Yalalag (Villalta) - | - 1. Valle - 2. Tehuano - 3. Miahuatlán - 4. Serrano 5. Villalteco 6. Rincón | - 1. Valle - 2. Tehuano - 3. Miahuatlán - 4. Serrano 5. Villalteco 6. Rincón |

Swadesh y Suárez rechazan los grupos septentrional, central y meridional como unidades filogenéticas válidas, por lo tanto dichas no señalan una relación más cercana sino que son puramente geográficas y no sustentados desde el punto de vista lingüístico. Una clasificación estándar de las variantes o lenguas zapotecas, que combina los agrupamientos geográficos junto con las divisiones lingüísticas demostradas, es la siguiente:
- Variantes septentrionales (Sierra Norte)
  - Variante de Ixtlán o Zapoteco serrano
  - Variante del Rincón o Nexitzo
  - Variante de Choapan[13]
  - Variante de los Cajonos (Zapoteco de Villalta, Villalteco o Yalalag)
- Variantes de los valles centrales y del Istmo
  - Valles centrales, con variantes en Mitla, Quiatoni, Zaachila, etc.
  - Occidentales, Zapoteco del Istmo o Zapoteco tehuano.
- Variantes meridionales
  - Zapoteco del Sur con variantes en: Amatlán [zpo], Coatecas Altas [zca], Coatlán [zps], Lapaguía-Guivini [ztl], Loxicha [ztp], Miahuatlán [zam], Mixtepec [zpm], Quioquitani-Quierí [ztq], Ozolotepec [zao], S. Agustín Mixtepec [ztm], S. Baltazar Loxicha [zpx], S. Vicente Coatlán [zpt], Xanaguía/S. Francisco Ozolotepec [ztg].

Las variantes de la lengua del valle de Oaxaca muestran un mayor grado de inteligibilidad que las de las estribaciones montañosas al norte y al sur. Sin embargo, hay una aguda diferencia entre el zapoteco de Tlacolula y el de Mitla, separados por unos pocos kilómetros y ambos en el valle de Oaxaca. La inteligibilidad es el 40% e incluso más baja, salvo para Teotitlán del Valle. Esta baja inteligibilidad puede deberse al hecho de que Mitla era también un centro urbano y después una ciudad estado.
La región septentrional se divide en dos grandes grupos que están separados por una barrera geográfica norte-sur. En la zona oriental las variantes lingüísticas del zapoteco tienen poca inteligibilidad con los del norte del istmo y las de la costa del Pacífico a lo largo del istmo de Tehuantepec. La región meridional tiene un grupo grande norte-sur en el centro flanqueado por un grupo dialectal a cada lado, tal vez como resultado de migraciones sucesivas.

## Descripción lingüística

### Parentesco con otras lenguas
Las lenguas zapotecas son parte de la familia zapotecana que incluiría además las lenguas habladas en al oeste de la región zapoteca el papabuco y el solteco (consideradas a veces lenguas zapotecas divergentes, otras veces lenguas zapotecanas pero no zapotecas) además del chatino. Las estimaciones glotocronológicas para el tiempo de diversificación a partir del proto-zapotecano es de 24 siglos, es decir, alrededor de un milenio más que el tiempo de diversificación de zapoteco propiamente dicho. Fuera de este agrupamiento desde el siglo XIX se reconocieron relaciones entre el grupo zapotecano y el grupo mixteco que formarían la rama oriental de las lenguas otomangueanas.

### Fonología
Todas las variantes de zapoteco son lenguas tonales, típicamente el número de tonos es de tres (alto, bajo, ascendente) pero existen grandes diferencias entre las diferentes variantes, llegando a ser cinco en el zapoteco serrano (los anteriores, más medio y descendente). El acento en las variedades que se han descrito recae siempre en la penúltima sílaba de la raíz y su posición no se ve afectada por los procesos de afijación. Algunas lenguas zapotecas han perdido la última sílaba no acentuada, por lo que se podría decir que el acento recae en la última sílaba en estas lenguas.
La mayoría de variantes posee al menos seis vocales simples (cerradas: /i, i, u/, abiertas: /e, a, o/) y frecuentemente el rasgo de laringización produce nuevos segmentos en contraste con los seis anteriores. El inventario consonántico varía ligeramente de una variante a otra, pero siempre encontraremos la oposición fortis-lenis característica de todas las lenguas zapotecas. En el siguiente cuadro se resumen dichos inventarios:
|             | labial | alveolar | palatal | velar | lab-vel | uvular | glotal |
| ----------- | ------ | -------- | ------- | ----- | ------- | ------ | ------ |
| oclusiva    | p b    | t d      |         | k g   | (kʷ gʷ) |        | ʔ      |
| africada    |        | (ʦ ʣ)    | ʧ (ʤ)   |       |         |        |        |
| fricativa   |        | s (z)    | ( ʃ ) ʒ | x     |         | (ʁ ʁʷ) |        |
| nasal       | (m̥ m)  | (n̥) n    |         |       |         |        |        |
| vibrante    |        |          |         | ɾ (r) |         |        |        |
| aproximante |        | (l ̥) l   |         | (j)   | (w)     |        |        |
El diacrítico inferior de las sonorantes /m̥, n̥, l ̥/ indica que son sordas. Los fonemas entre paréntesis solo están presentes en algunas variedades de zapoteco:
La estructura silábica difiere de unas lenguas zapotecas a otras. Así el zapoteco del istmo no admite consonantes a final de palabra, por lo que la sílaba final es siempre abierta. En cambio el zapoteco de Rincón admite varias consonantes en esa posición (/n, β, ʣ, tβ, d_, s, z, l, t/).
El proto-zapoteco sistema fonológico fue reconstruido preliminarmente por Morris Swadesh y posteriormente otros autores mejoraron ese trabajo. El inventario consonántico mínimo podría estar formado por los siguientes elementos:
|             | labial | alveolar | palatal | velar  | lab-vel | uvular | glotal |
| ----------- | ------ | -------- | ------- | ------ | ------- | ------ | ------ |
| obstruyente | *p, *b | *t, *d   |         | *k, *g | *kʷ     |        | *ʔ     |
| africada    |        | *ť, *ď   | *č      |        |         |        |        |
| fricativa   |        |          | *š, *ž  |        |         | *ʁ     |        |
| nasal       | *m     | *N, *n   |         |        |         |        |        |
| aproximante |        | *L, *l   |         | *y     | *w      |        |        |
Donde el contraste entre fonemas de una misma casilla no es de tipo sorda/sonora sino muy probablemente de tipo fortis/lenis (siendo /*L, *N/ las contrapartidas fortes de /*l, *n/ lenes. Los fonemas /*ť, *ď/, propuestos por Suárez, podrían ser africados aunque su naturaleza fonética exacta no puede reconstruirse, ya que también pudieran corresponder a fricativas (Suárez emplea el signo /*{\displaystyle \scriptstyle {\hat {\theta }}}/ para /*ť/ sugiriendo  que podría interpretarse como /*tθ/ o /*ts/).
En cuanto al inventario vocálico si bien originalmente se reconstruyó un sistema maximal con cinco vocales breves /*i, *e, *a, *o, *u/ y cinco largas /*iˑ, *eˑ, *aˑ, *oˑ, *uˑ/, posteriormente Suárez propuso que podía reducirse el anterior sistema de tres vocales cerradas /*i, *ɨ, *u/, tres abiertas /*e, *a, *o/ y dos vocales /*A, *O/ cuya articulación fonética es incierta, aunque por sus correspondencias fonéticas con el chatino podrían ser posiblemente *[ã], *[õ].

### Morfología
El siguiente cuadro muestra los pronombres sujeto en diferentes variantes. Puede observarse que en el caso de los pronombres las variaciones son puramente fonológicas, pero todas las variantes presentan las mismas categorías en el pronombre:
| GLOSA                            | Choapa   | Teotitlán    | Texmelucan | Atepec      | Istmo | Yate   | Yagallo     | proto- zapoteco[18] |
| -------------------------------- | -------- | ------------ | ---------- | ----------- | ----- | ------ | ----------- | ------------------- |
| 1.ª persona singular             | -(g/w)aʔ | naa, -a      | inte       | nadaʔ, -aʔ  | -aʔ   | -aʔ    | -aʔ         | *naʔ                |
| 2.ª persona singular             | -loʔ     | lui, -u      | -luʔ       | leʔ -(l)oʔ  |       |        |             | *luʔ(i) *nuʔ        |
| 3.ª persona singular (persona)   | -bi(ʔ)   | laaŋ, -aŋ    | labi, bi   | Leʔ, -(n)eʔ | be    | -beʔ   | -biʔ        | *pi                 |
| 3.ª persona singular (animado)   | -baʔ     | lam, -m      | laba, -ba  | Leb -(ə)b   | me    | -baʔ   | -baʔ        | *ma(ni)             |
| 3.ª persona singular (inanimado) | -na, -n  | laiŋ, -iŋ    | la, -na    | Len, -(ə)n  | ni    | -n     |             | *ni                 |
| 1.ª persona plural inclusiva     | -ro      | tonouŋ, -uŋ  | intuʔ      | netoʔ, -toʔ | nu    | -ʤoʔ   | -ruʔ        | *na                 |
| 1.ª persona plural exclusiva     | -ndoʔ    |              | riʔu       | chiʔo, -cho | du    | -toʔ   | -tuʔ        | *tyiʔu *ya          |
| 2.ª persona plural               | -le      | lui-tu, -tu  | lebiʔ, -le | leʔe, -le   | tu    | -leʔ   | -luʔ        | *wa                 |
| 3.ª persona plural               | -yaka+3  | laadaŋ, -daŋ | laka+3     | 3+gaʔak     | ka+3  | -gak+3 | (la)-gaka+3 |                     |

### Sintaxis
En cuanto a la sintaxis la variante más divergente es nuevamente el Zapoteco de Rincón, las otras variantes estudiadas tienen un orden básico VSO y no tienen concordancia de persona con el verbo. Sin embargo el zapoteco de Rincón tiene orden VOS, y además concordancia de sujeto y de objeto en el verbo. Piper señala que podría existir una razón estructural que relacionara la existencia de concordancia en esta variante con el orden básico VOS.

### Léxico comparativo
La cercanía entre las lenguas zapotecas y el chatino puede ser examinada comparando la forma de los numerales:
| Variante                                                  | uno       | dos      | tres         | cuatro   | cinco   | seis   | siete  | ocho    | nueve | diez    |
| --------------------------------------------------------- | --------- | -------- | ------------ | -------- | ------- | ------ | ------ | ------- | ----- | ------- |
| Zapoteco septentrional (Xhon)[se necesita documentación]  | to        | chope    | shone        | tape     | gayo'   | xope   | gaze   | xono'   | ga    | chi     |
| Zapoteco del Istmo (Juchitán)[19]                         | tobi      | ʧupa     | ʧonːa        | tapa     | gaʔjuʔ  | ʃoʔpaʔ | gadʒe  | ʃono    | gaʔ   | ʧiʔ     |
| Zapoteco de Mitla[20]                                     | teʰ, teʔb | tjoʔp    | ʧonː         | taʰp     | gaiʔ    | ʃoʔp   | gaʰdz  | ʃuʰnː   | gaʔ   | ʦuʔ     |
| Zapoteco de San Pedro Quiatoni[se necesita documentación] | toʰb      | ʧop      | ʦoʰn         | tap      | gæʔj    | ʃo'p   | gaʰdz  | ʃuʰn    | gaʔ   | ʧiʔ     |
| Zapoteco de Sierra de Juárez[21]                          | tu, tubi  | ʧupá     | ʦunːá        | tapa     | gàjuʔ   | ʂupá   | gatsì  | ʂunúʔ   | gà    | ʦìʔ     |
| Zapoteco de Zoogocho[22]                                  | to        | ʧop      | ʃonːe, jonːe | tap, dap | gajoʔ   | ʂop    | gaʒe   | ʂonoʔ   | ga    | ʃi      |
| Zapoteco de Miahuatlán                                    | tiba      | chopa    | sonna        | tapa     | gaiya   | sropa  | gaza   | srona   | yiiy  | ciiy    |
| Chatino de la zona alta[23]                               | ska23     | tukwa32  | snã32        | hakwa23  | ki'yu32 | skwa32 | kati21 | snũ23   | kaa2  | tii2    |
| Proto-zapoteco[24][25]                                    | *tŭbí     | *t(y)úpá | *čónná       | *tápá    | *gàʔyú  | *šòʔpá | *gáčé  | *šónnúʔ | *găʔ  | *čiʔ(i) |
| Proto-zapotecano[26]                                      |           | *tupa    | *ʦona        | *tapa    | *kaʔyu  | *spa   | *kati  | *snu    | *kaʔ  | *tii    |
En la lista anterior los acentos y los números como superíndices indican el tono.